# Miłogoszcz (powiat wałecki)
Miłogoszcz – wieś w Polsce położona w województwie zachodniopomorskim, w powiecie wałeckim, w gminie Tuczno na wysokości 95 m n.p.m.

## Nazwa
Nazwa miejscowości (dawniej Małogoszcz) pochodzi od staropolskiego imienia męskiego Małogost. Wieś ma metrykę średniowieczną. Pierwsze zachowane historyczne zapisy źródłowe z 1245 „Malogoscz”, 1331 „Mylgast”, 1337 „Millegosch”, 1532 „Melagosth”, 1560 „Melgast”, 1563 „Mellegasth”, 1577 „Milogoscz”.

## Historia
Miejscowość pierwotnie związana była z Pomorzem i Wielkopolską. Później leżała na granicy Nowej Marchii oraz Wielkopolski. Była własnoscią szlachecką należącą do lokalnej szlachty z Wedlów-Tuczyńskich oraz Reczów lub Reizschów spolonizowanego rodu lenników, którzy od nazwy wsi przyjęli odmiejscowe nazwisko Miłogoskich. Notowana w Nowej Marchii w ziemi „Tenzik” czyli Tuczno. W 1563 leżała w powiecie wałeckim w wójtostwa tuczyńskim Korony Królestwa Polskiego.
Falsyfikat sporządzony w XVI wieku, z opisu pochodzacego z roku 1545, podaje opis granic okolicznych miejscowości w 1245. Według niego północna granica dóbr Człopa i Czarnków przebiegała m.in. przez wzgórze zwane „Długie” (łac. „mons Longus”), które opadało ku wsi Miłogoszcz. Kolejny opis granicy pomiędzy dobrami Czarnków, a dobrami Tuczno pochodzący z 1545 zawiera powtórzenie tych informacji. W 1331 w przywileju dla miasta Tuczna wzmiankowano granicę wsi Miłogoszcz z miastem Tuczno. Odnotowano także jezioro Miłogoszcz.
W 1337 wzmiankowano Miłogoszcz jako wieś opustoszałą w ziemi Tentzick (Tuczno), która była wówczas własnością Ludwika Wedla posiadajacego 64 łany. Na dokumencie z 1510 odnotowano świadka Jakuba Recze z Miłogoszcza. W 1532 Maciej Tuczyński „de Wedel” oddał swoim synom Janowi, Krzysztofowi i Stanisławowi dobra Tuczno oraz należace do nich wsie, a w tym m.in. Miłogoszcz. W 1560 odnotowano świadków Erazma oraz Chrystiana „a Recz”, którzy byli dziedzicami, manami we wsi.
Miejscowość odnotowano również w historycznych rejestrach poborowych dzięki czemu zachowały się informacje o wsi. W 1479 wieś należała do Stanisława Tuczyńskiego starszego syna Macieja. Lokalni manowie miłogoscy zapłacili podatki od 3 śladów, 6 zagrodników oraz od owiec. W latach 1563 miał miejsce pobór we wsi z 5 łanów. W 1577 podatki zapłacili dwaj manowie: man, którego imienia nie wymieniono zapłacił od 3 półłanków i dwóch zagrodników, natomiast drugi, Joachim Miłogoski zapłacił od 3 półłanków i 3 zagrodników.
Wieś w XVI wieku objęła reformacja. Zachował się dokument oficjała poznańskiego z 1607 z odnowienia parafii w Tucznie, która została objęta przez innowierców. Jako świadek odnotowany został w nim 70. letni mieszkaniec wsi Urban Reczen lub Ręcz, który zeznał, że przed objęciem kościołów przez innowierców w Miłogoszczu była kaplica, którą innowiercy zburzyli i wybudowali kościółek. Wszyscy mieszkańcy wsi dawali meszne plebanowi w Tucznie po jednym korcu żyta z każdego śladu. Świadek zeznał, że słyszał od przodków, że we wsi był jeden ślad roli należący do plebana na 3 polach. Po przejęciu parafii „szlachta-manowie” podzielili tę rolę pomiędzy siebie. Natomiast inni świadkowie z Mielęcina zeznali, że na dawnej roli plebańskiej w Mielęcinie osadzony został kmieć Dawid Fischer, który płacił daninę ministrowi luterańskiemu w Miłogoszczu.
W roku 1773 Miłogoszcz liczyła 15 łanów i 12 dymów. W roku 1827 została oddzielona od dóbr tuczyńskich. Do czasu rozbiorów leżała w Rzeczypospolitej Obojga Narodów. Wskutek I rozbioru Polski w 1792, miejscowość przeszła pod władanie Prus i jak cała Wielkopolska znalazła się w zaborze pruskim.
W latach 1975–1998 miejscowość położona była w województwie pilskim.
Tuż przy drodze z Mielęcina do Tuczna znajduje się pomnik w kształcie obelisku poświęcony prawdopodobnie poległym w I wojnie światowej. Nie zachowały się pierwotne inskrypcje, wykuto nowe: „W XV rocznicę wyzwolenia ziemi wałeckiej społeczeństwo … Mielęcin składa hołd poległym w walce o jej wyzwolenie 1945-1960”.